# Adrián Vallés
Adrián Vallés (Teulada, 3 de Junho de 1986) é um automobilista espanhol.

## Registros naGP2 Series
| Ano  | Equipe        | No. | Corridas | Poles | Vitórias | Pontos | Posição final |
| 2006 | Campos Racing | 24  | 21       | 0     | 0        | 9      | 16°           |